# Muricella purpurea
Muricella purpurea är en korallart som beskrevs av Thomas Whitelegge 1897. Muricella purpurea ingår i släktet Muricella och familjen Acanthogorgiidae. Inga underarter finns listade i Catalogue of Life.